# Gypona curta
Gypona curta är en insektsart som beskrevs av Freytag 2005. Gypona curta ingår i släktet Gypona och familjen dvärgstritar. Inga underarter finns listade i Catalogue of Life.